# 零之使魔角色列表
零之使魔角色列表是山口昇的輕小說《零之使魔》的登場人物相關解說。同時請參照零之使魔#用語。

## 主要人物
露易絲・法蘭西斯・露・布朗・杜・拉・瓦利埃爾（聲：釘宮理惠）
本作女主角，是傲嬌的著名角色之一。有著夾雜金色的粉紅長卷髮、茶褐色的眼瞳（動畫為桃紅色）。在托里斯汀東北擁有領土的名門拉·瓦利埃爾公爵家的三女兒、托里斯汀魔法學院的二年級學生。
因為魔法糟糕而總是被同學取笑。她的每次施法都以失敗告終，因為零成功率和零屬性，因此被戲稱為「零之露易絲」。實際上是少見的「虛無」系統的魔法師（虛無使用者），只要情緒起伏大就能蓄積大量魔力。在小說第22集裡，以虛無的魔法破壞精靈石後，虛無魔法逐漸消失，之後在日本與才人的結婚典禮上發現自己覺醒了風系統魔法。
喜歡平賀才人。性格易怒，容易罵人，有點糊塗（跟才人比），為了小事常常生氣。喜歡庫庫莓派、編織。擅長騎馬。
動畫第三季中為救出塔帕莎而放棄貴族身份，但被公主賞識，成為王位繼承人。於動畫第四季第11話中利用魔法，把才人送回日本；第12话大结局消灭古代魔龙后，与才人结婚，使用“世界之门”与才人回到日本。
平賀才人（聲：日野聰）
本作男主角，從地球的日本東京來到故事裡的世界。原本正要去秋葉原維修筆記型電腦，突然面前出現類似鏡子的奇怪物品，當好奇的他用手觸摸時即被吸進去這個世界，隨即被露易絲強迫定下使魔契約。左手上的印記是盧恩字母的 Gundolf，片假名寫法是、發音為Gandāruvu（即「神之左手・」）和「神之心臟・利弗詩拉希爾 Efdrasib（リーヴスラシル）」。
他的印記使他有能力隨心操控所有武器，包括劍、M72反坦克火箭砲、零式戰機（52型）、虎式坦克（僅在小說中登場，動畫未出現）、AK-47突击步枪、半自動手槍（动画第四季第3集使用）、88毫米高射砲（动画第三部结局出场）。武器「智慧之劍」（Derflinger，在過去六千年都是（Gundolf）所使用的劍）。
在哈爾凱尼亞的名字為才人・修瓦里埃（Chevalier，「見習騎士」之意）・杜・平賀・杜・奧爾尼埃爾（奧爾尼埃爾為才人的封地——一個荒涼、從前托里斯汀王藏情人的地方）。
與露易絲同居。同時被書中許多女性角色愛慕著。喜歡露易絲。
因第二季末集为拖延阿尔比昂七万军队进攻而牺牲，虽被蒂法尼亚复活，但死亡令印记及魔法能力一度消失，直到第三季第2话露易丝再次召唤他才恢复，於動畫第四季第11話中被露易絲的魔法送回自己所屬的世界；第12话从日本的航空自衛队基地偷得一架三菱F-2战斗机回到哈尔凯尼亚，消灭了古代魔龙，拯救了哈爾凱尼亞，并与露易丝在羅馬尼亞成婚，后与露易丝回到自己所屬的世界。
小說結局也是回到現代日本，根據他的說法整個故事大約發生一年多。
德魯弗林加（Derufuringā，聲優：後藤哲夫）
才人平時用的長劍，有自我意識的智慧之劍。因為表面破爛不堪，露易絲以相當低廉的價格就買下了，並且送給才人當配劍。被才人稱作「德魯」，自己則以「夥伴」稱呼才人。很喜歡說話。但當被放入劍鞘時也可以說話，動畫中則沒這個規定。
好像知道不少有關「虛無」等傳說的事，卻說因過了太久而遺忘。是六千年前（Gundolf）左手所用的劍，據說那時甘道夫右手拿著一把長槍。
在小說中，六千年前的甘道夫是一位精靈女性，而其主人是布利彌爾（也是創造印記的人）。小說第19集，德魯弗林加想起，六千年前，始祖布利彌爾就是被初代甘道夫莎夏殺死的。
具有吸收風、火、水、土等魔法的能力，而此能力在與華都對戰時得到覺醒。並且能將吸收到的魔法力量轉而驅動使用者身體的力量；而此能力曾在才人阻擋七萬大軍時失去意識而使用，亦因此才人才能得救。
於小說第16集中為了救才人，刀身過量吸收殺手元素兄弟的魔法攻擊而被毀，不過卻及時把精神力轉移至才人的打刀上；在小說19集中才人與精靈亞利對決中再度覺醒。於小說第22集中使死去的露易絲復活而破碎，之後碎片被才人與露易絲安葬於拉格朵莉安湖，才人僅留下刀顎放在身邊當作遺物。
於動畫版第四季第10話則是過量吸收古代魔龍的火系魔法弹攻擊而被毀，於第12話中透过“神之左手”刻印力量转移到F-2的仪表板上。

## 托里斯汀魔法學院

### 學生
齊兒可・奧古斯都・菲列特利加・封・安哈特・查伯斯特（Kirche Augusta Frederica von Anhalt Zerbst，聲優：井上奈奈子）
露易絲的同學。魔法屬性為「火」。 使魔為火蜥蜴「弗雷姆」。和露易絲的關係非常不好。貴族查伯斯特家成員。查伯斯特家和瓦利埃爾家可以說是世仇，查伯斯特家的人有者以「世世代代都奪走了瓦利埃爾家人的戀人」為自豪的特殊自信。擁有像燃燒般火紅的頭髮和瞳孔，褐色的皮膚。獨特的美貌引來了不少追求者，自己也有近一打的戀人，但卻傾情於才人。原本被自己的祖國加爾馬尼亞的魔法學校給退學，在家無所事事，後來以父母計畫將她嫁給一位老伯爵的緣故，來到托里斯汀魔法學院留學。與塔帕莎曾有段過節，後來互相發現同為三角級魔法師之後便成了朋友，常常照顧著她。在被寇伯特所救以後，對寇伯特傾心並且愛戀著寇伯特。
「齊兒可」（Kirche）在德语中象徵「教堂」（Church），而名字的其他部分也許源自叶卡捷琳娜大帝 。
塔帕莎/夏洛特（Tabitha/Charlotte Helene Orléans de Gallia，聲優：豬口有佳）
她是露易絲和齊兒可的同學，亦是齊兒可的好朋友，擁有「見習騎士」、「雪風」（擔任女王之前）之稱號。使魔為風韻龍「希兒菲朵」（聲優：新井里美；井口裕香（伊兒庫庫時））。手邊常有正在閱讀的一本書。她的專長是風系魔法。她的使魔風韻龍希兒菲朵可幻化為人形，稱塔帕莎為姊姊，本名伊兒庫庫。塔帕莎是她的別名（是她媽媽送給她的玩偶名字），其真名為夏洛特・埃里努・奧爾良。她媽媽因為要保護塔帕莎而中了水魔法之毒而變得瘋癲（后来约瑟夫战死后得到解药恢复心智），所以塔帕莎一直都封閉自己的話語和表情，塔帕莎的父親是高盧國王之弟，原為高盧王位正統繼承人之一，但在塔帕莎年幼時被刺殺。
在小說10集被才人所救，因而喜歡上才人，曾被假才人欺騙成為高盧國王。小說第18集將王位及「夏洛特」這個身分讓給她的雙胞胎妹妹——喬絲特，現以「塔帕莎」這個身份住在才人的封地。
动画版第四期第9話即位，成为高盧女王并使用正名，但「塔帕莎」这个名字被保留下来作为代名。
基修・杜・格拉蒙（Guiche de Grammont，聲優：櫻井孝宏）
露易絲的同學。魔法屬性為「土」。父親則是托里斯汀的元帥。 使魔為鼴鼠「維兒丹蒂」。儘管愛上了蒙莫朗西，卻是個花花公子，總是不能決定自己喜歡誰。總是帶著一枝藝術氣質的玫瑰花在身邊，花莖同時也是他的魔杖。他相當寵愛他的使魔：一隻名為維兒丹蒂的巨大鼴鼠。而他擁有這樣的使魔正表示，他的專長是土系魔法。
在小說中，因為攻下一座城的關係，後來被推派為水精靈騎士隊的隊長。
他的名字命名，安托萬 V德格拉蒙特，公爵Guiche，法國軍方人士。
蒙莫朗西（Montmorency Margarita la Fère de Montmorency，聲優：高橋美佳子）
露易絲的同班貴族同學。和基修是戀人的關係。魔法屬性為「水」。使魔為青蛙「羅賓」。擁有一頭金黃色的長捲髮。興趣是製作恢復藥，雖然很會游泳，但是因為會弄濕頭髮，所以並不喜歡。
蒂法妮亞・維斯特伍德（Tifania Westwood，聲優：能登麻美子）
在第三期正式露面的半精靈。魔法屬性為「虛無」。小名是「蒂法」。她使用了母親留給她的魔法戒指使才人復活。由於蒂法的父親是公主殿下和威爾斯・都鐸的叔父，即作為阿爾比昂的大公，負責管轄索斯格塔地區的那位大人，所以成了公主的堂妹。小說二十集中，危急之際吟唱使魔召喚咒語，召喚出才人作為使魔（神之心臟）。在動畫第三季第4話及小說十二卷之中，在眾學生面前披露自己身為半精靈的身份，被庫魯登荷魯夫大公國的公主殿下“貝兒朵莉絲”在無羅馬利亞大教主的審問許可書下向蒂法進行異端審問，才人為了阻止蒂法被審問與“貝兒朵莉絲”求情，之後“基修・杜・格拉蒙”制止才人並告訴才人妨礙審問的話會被當作異端的同伙，會使與自己有關係的人招遇麻煩，才人便向“貝兒朵莉絲”下跪請求不要審問蒂法，“貝兒朵莉絲”不同意，於是才人便對其出手，與其龍騎士團對抗，露易絲正在做美夢被打鬥的聲音吵醒，出現在眾人前用虛無魔法阻止了眾人，並且揭穿“貝兒朵莉絲”在無羅馬利亞大教主的審問許可書下向蒂法進行異端審問，蒂法不與其計較並說希望能當朋友，之後以本人真誠的性格獲得眾人的接受。
动画版第四期第8話证实是虚无魔法使用者，喜歡才人，在阿基埃尔的牢房与才人缔结契约，于第12话见证了才人与露易丝的婚礼。
貝兒朵莉絲‧庫魯登荷魯夫（聲優：辻步美）
動畫第三季登場，庫魯登荷魯夫大公國的公主，因為是小國但有錢有勢，被稱為哈爾凱尼亞裡最強大的龍騎士團，因為要面子才宣稱擁有神之代理的權利，實際上個性上非常想交朋友，原本常常找蒂法麻煩，但因蒂法的溫柔與原諒，最後才放下心防。

### 水精靈騎士隊
基修・杜・格拉蒙
参照#學生
平賀才人
参照#主要人物
雷納爾（Reynald，聲優：山中真尋）
露易絲隔壁年級的男學生，特徵是眼鏡。因為在阿爾比昂戰役中，由於退卻當時整理部隊給因此被表揚，並加入水精靈騎士隊。
金靂（Gimli，聲優：川野剛稔）
與露易絲同年級的男學生，個性豪放健壯。

### 平民
謝絲妲（聲優：堀江由衣）
學院裡服侍貴族學生和一切雜役的17歲女僕，在故事剛登場時與大部分的平民一樣畏懼者貴族，在目睹才人再與基修的決鬥中英勇的表現，不但有了不再對貴族畏懼的勇氣，也因而對才人產生了愛慕之心。
謝絲妲的曾祖父佐佐木武雄是二戰期間日本海軍少尉，在執行任務期間因不明原因連同所駕駛的零式戰機一起被傳送到哈爾凱尼亞這個世界來，在找不到回去的方法後在零戰迫降的村落落地生根終老，也因此謝絲妲可說是日本與托里斯特尼亞的混血兒。
謝絲妲的本性善良溫和，但只要牽扯到與才人戀愛有關的事物，就會展現出平時沒有的積極及勇氣，甚至可以稱之為激烈的性格。由於身材不輸給齊兒可，且因有日本血統和日本女性的外貌，在思鄉情結的才人眼中特別有親近感覺，也因此在眾女角中一直被露易絲視為強大的競爭對手。
雖然在小說18集才人與露易絲為將來發誓，但仍然對才人沒放棄，在小說中第20集向露易絲得到了（週2日）的權利。
馬託（Marteau，聲優：魚建）
托里斯汀魔法學園中亞菲斯餐廳的主廚，四十多的中年肥胖男子。雖然是平民，不過因為是魔法學園餐廳中的主廚，收入是低階貴族遙不可及的，擁有一定的地位。
稱呼打倒魔法師基修的才人為「我們的劍」。

### 教職員
歐斯曼（Osmond，聲優：青野武）
托里斯汀魔法學園的院長。是個睿智且溫和的魔法師，但對美色卻有難以抵抗的弱點。年轻时曾被来自才人世界的士兵用M72火箭筒救下，后将火箭筒作为“破坏之杖”保存。使魔為老鼠「謬托索尼爾」。
寇伯特（Jean Colbert，聲優：鈴木琢磨）
托里斯汀魔法學院的教授。被稱作「火炎之蛇」。昔日魔法研究院實驗小隊隊長，本身是個實力堅強的矩形火術師，曾經對於執行任務有堅定不容質疑的信念，在受到上級假情報所騙屠殺了安格萊德爾村落的所有村民後，對於屠村的行為後悔而走上贖罪之路，在變賣家產後成為托里斯汀魔法學園的教師並且展開研究各式各樣的魔法，希望能在找到讓魔法除了破壞戰爭以外的用途並且用在任何人身上，對於才人的世界的科技有者很深的嚮往，也是異世界裡唯一能夠幫助才人有關科技維修的人，因為他的緣故，才人的零式戰機才能得到所需要的汽油，在小說中幫助才人製造筆記型電腦的電池，使才人得以在網路信箱上看到母親的訊息，而感到無比的思鄉。其後與原魔法部隊的部下戰鬥中重傷，為了避免被執意復仇的雅涅絲殺害，被塔帕莎的法術偽裝成假死狀態並且被齊兒可秘密帶回加爾馬尼亞醫治。動畫第三季中以東方號拯救出露易絲而再度出場。
謝弗勒茲（Chevreuse，聲優：鈴木紀子）
托里斯汀魔法學院的教授。被稱作「赤土」。使用土屬性魔法。一開始出場就被露易絲失敗的煉金魔法嚇昏。後來也在蒂法尼亞揭露半精靈身份時嚇倒。
基多（Guiteau）
使用風屬性魔法。被稱作「疾風」。托里斯汀魔法學院的教授。雖然年輕，不過給人一種陰森森的感覺，所以不受學生們的歡迎。認為風系魔法是魔法系統中最強的，甚至強過虛無。

## 托里斯汀王國
以未和比利時分治前的荷蘭為藍本。

### 王族
漢麗塔・德・托里斯汀（聲優：川澄綾子）
托里斯汀的公主。17歲。使用水屬性魔法。她被她的子民們所愛戴，同時她也是露易絲的老朋友。後來，在阿爾比昂的威爾斯王子遭到暗殺後，她成為了托里斯汀的女王，並且下定決心要從阿爾比昂的侵略中保衛托里斯汀。
在小說第4集綁架事件落幕後，漢麗塔對於數次拯救她和國家危機的才人逐漸傾心，在動畫第四季第5話裡曾用魔法鏡子到才人密室而跟才人接吻，也讓露易絲和謝絲妲感受到嚴重的危機威脅（小說中露易絲對此大受打擊而離家出走）。小说16-17集中有欲從露易丝那里裡奪取才人，羡慕著露易絲。
她的名字來源出自於Henrietta Anne，英國王子查理一世的么女，同時也是查理二世的姐妹。
漢麗塔非常反對殺戮以及戰爭，曾經在約瑟夫的艦隊上親眼目睹約瑟夫使用"火石"瞬間殺死數千人（小說被抓上船為漢麗塔，動畫為露易絲），也非常反對教皇的聖戰計畫。
动画版第四季第11集，以托里斯汀为首，率领自己的国家的军队，和联合各国军队组成联合舰队阻止古代魔龙。
瑪莉安娜（Mariane，聲優：鈴木紀子）
托里斯汀的王后，漢麗塔的母親。在國王死後，堅持不登上王位，也因如此，托里斯汀的王位在漢麗塔即位前，有一段時間是空著的。

### 托里斯汀王國貴族

#### 瓦利埃爾家族
拉・瓦利埃爾公爵
瓦利埃爾家族家主，使用的是火属性魔法，偶发性“妻管严”患者一名（偶然怕老婆）。
在托里斯特因有很大的影响力，涉足军、政、商三界，与王室关系密切，动画版第十二话认可了露易丝与才人的关系，同意让露易丝嫁給才人，在罗马尼亚大圣堂做了见证。
卡莉娜・德西雷・杜・拉・瓦利埃爾（Karine Désirée de Maillart，聲優：竹村叔子 / 伊濑茉莉也（外傳小說「烈風的騎士姬（烈風の騎士姫）」广播剧））
拉・瓦利埃爾公爵夫人，三姊妹的母親。年齡50歲（在外傳烈風的騎士姬中為17歲）。魔法屬性為「風」。表面上只是在貴族社交界很常見的高級貴族夫人，但其真實身份是前皇家禁衛軍『人面蠍尾獅』的隊長，外號「烈風之卡琳」，被喻為史上最強風術師，是一名擁有無數傳說的傳奇英雄，由於長期帶鐵面具，到她退休後外人始終無從知道她的性別甚至她的真實身份，個性嚴厲重視紀律，並且以『人面蠍尾獅』標榜的鐵的紀律來教育女兒，艾麗諾和露易絲嚴厲的性格皆出她手，平時並不干預家事而全由丈夫作主，但嚴厲起來時連丈夫拉・瓦利埃爾公爵也會感到畏懼退縮。
而在零之使魔的外傳小說「烈風的騎士姬（烈風の騎士姫）」中作為主角，劇中透露出她其實生於貧窮貴族，憧憬著年幼時幫助了自己的騎士，而有著成為高強騎士的夢想，但皇家禁衛軍不接受女性的榮譽，最後只好女扮男裝加入，並易名為卡琳。年輕時的外表跟露易絲幾乎是一模一樣。
动画版第四季第12话见证两人的婚礼。
埃萊奧諾・艾伯蔕妮・露・布朗・杜・拉・瓦利埃爾（Eléonore Albertine Le Blanc De La Blois De La Vallière，聲優：井上喜久子）
露易絲的大姊，家中排名第一（长女）。魔法屬性為「土」。
個性和露易絲一樣易怒，而且都是貧乳，雖然個性衝動火爆，但卻是位足以當教師的菁英魔法師。
表面上看來她對露易絲很嚴格，而且處處刁難，但其實她是非常疼愛露易絲，也是因為怕露易絲被人恥笑，才用了比較強制的方式，想藉此保護露易絲。
否定自己嫁不出去的事實，也會像露易絲拿藤鞭教訓才人，不過在小說第十八集中，認可了才人和露易絲的關係（动画版第四季第12话见证两人的婚礼）。
嘉德麗雅・伊維特・露・布朗・杜・拉・瓦利埃爾（Cattelya Yvette La Baume Le Blanc de La Vallière，聲優：山川琴美）
露易絲的二姊，家中排名第二（二女）。魔法屬性為「土」。
因為身體不適，所以自出生以後從未離開過領地（小說內容），動畫版偶尔到魔法学院探望露易丝。
從小露易絲就最黏著她，而最為溫柔的她也是最直接表現疼愛露易絲的人。
與露易絲一樣有一頭桃紅色頭髮的她，卻是家中三姊妹中唯一的巨乳，這點也讓露易絲極度的自卑。
她同時也是第一個看出才人與露易絲關係的人，曾經在才人思鄉的時候安撫過才人，並一直在暗中幫忙他們。
儘管她病弱，不過她一樣也是極高明的魔法師。
动画版第四季第12话见证两人的婚礼(小說中則是使用了精靈的藥使疾病痊癒，參加了兩人的婚禮)。

#### 軍人
雅涅絲・修瓦利埃・杜・米蘭
（アニエス·シュヴァリエ・ド・ミラン
聲優：根谷美智子）
動畫第二季登場。火槍士隊隊長，領導著一支只有女性的部隊，相當擅長使用劍和槍。原本是個平民，不過，因為某些事件以能得到騎士的稱號，成為貴族，是一個效忠於女王的"劍"。
小時候居住的村莊遭到教會指使的異端屠殺行為而滅亡，她是唯一倖存的生還者，至此以對當時指使者復仇為生命唯一目標，誓言殺盡當年有關的一切指使者，相當厭惡甚至憎恨著火系魔法師，
直到小說第六集在寇伯特捨命救援下才得知寇伯特是當年屠村事件的指揮官，因此有幾次想殺害寇伯特，不過在後來她的憎恨逐渐平息了。（動畫版則是在第二、三部）
动画版第四部第12话，与寇伯特使用“伟大之枪（德国制造的88毫米高射砲）”，与联合舰队一同攻击古代魔龙。
蜜雪兒
(ミシェル 聲優：石松千惠美）
雅涅絲的副官

### 平民
潔西卡（Jessica，聲優：樋口曉里）
托里斯汀首都的平民。魅惑的妖精亭老闆的女兒，謝絲妲的表妹（動畫設定是表姊）。在魅惑的妖精亭中負責人事管理。好奇心相當旺盛。
斯卡龍（Scarron，聲優：後藤哲夫）
托里斯汀首都的平民。魅惑的妖精亭老闆，謝絲妲的舅舅，潔西卡的父親。雖然外表為男性和擁有一身結實肌肉，但卻擁有女性般的特質，並要求所有店員稱他為“咪小姐”。

## 羅馬利亞皇國
以綜合了中世的教皇國和後來的義大利為藍本。

### 羅馬利亞教皇與其關係者
維托里奧・聖・李巴利（Vittorio Serevare，聲優：立花慎之介）
羅馬利亞教皇聖埃吉斯三十二世，魔法屬性為虛無（类型为净化魔法），朱利歐為其使魔。為羅馬利亞皇國的統治者，在小說中推出打倒精靈並奪回聖地的聖戰計畫（實際是從聖地的虛無之門進攻地球）而強行遊說週遭諸國加入聖戰計畫。
在動畫第四季第10話裡為了保護朱利歐而被瘴氣的遠古龍吃掉犧牲。
在小說22集中因征服地球未成功，加上虛無力量消失打算自殺被朱利歐救起。後被剝奪政權。
朱利歐・凱薩（Julio Chesaré，聲優：平川大輔）
雙月騎士中登場的羅馬利亞轉學生，標準的中性美少年，是傳說中虛無使魔「神之右手・溫道夫」。特徵為雙眼不同色，左眼是跟露易絲相近的紅色，右眼則是清澄透明的藍色，身為平民出身的他並不會魔法，但操控龍的技術無人可及（神之右手能操控任何的生物，所以應該不受限於龍）。以前擔任過神官，對人們說明教義的事是工作，不過他本人對於傳教行為本身不熱情。曾多次對露易絲稱為美麗的露易絲。
在小說中，是教皇三十二世（聖皇三十二世）的虛無使魔「神之右手・溫道夫」，能力則是操控所有生物以及疑似擁有溝通能力，曾經想要用槍殺死平賀才人。是教皇實施計畫的主要推手。
在小說中，喜歡上一名銀色頭髮的修女喬絲特（同時利用她掌控高盧，因為修女是繼任約瑟夫的虛無承擔者）。而喬絲特其實是塔帕莎的雙胞胎妹妹，後來因教皇的聖戰計畫（打倒精靈並奪回聖地）而代替塔帕莎擔任高盧的女王。
與才人相同擁有雙重契約（小說20集由喬絲特召喚出），同時擁有神之右手、神之頭腦的能力。
动画版最后成为罗马尼亚部队指挥官，加入托里斯特因为首的联合部队，在罗马尼亚大圣堂以神官身份成为了露易丝与才人的主见证人（相当于西方婚礼的神父）。

## 阿爾比昂王國
以文藝復興到啟蒙時代的英國為藍本，可實際上被設定為建立在懸浮在半空的陸地，這個也是原著結局的埋筆，便是世界觀是天然不穩定的，才有教皇想把居民送去地球的計劃。
威爾斯・都鐸（Wales Tudor，聲優：山中真尋）
都鐸王朝最後一名皇室成員，外貌相當帥氣，也是漢麗塔公主的心上人。由於在阿爾比昂的內戰中，「雷空・圭斯塔」掌控了大部分的勢力，威爾斯被迫隱身於民間。雖然國內局勢混亂，他也不願離開阿爾比昂，並企圖有朝一日能再次恢復都鐸王朝，但最後卻遭瓦德所刺殺。死前將戒指除下交給露易絲轉交漢麗塔。之後被亞爾比昂軍以安多巴利的戒指復活並受到操控，並誘惑漢麗塔與其一同離開，最後遭露易絲以虛無魔法中的「解除」解除操縱死者的魔法而死。死前要漢麗塔發誓忘掉他並愛上其他的男人。使用魔法是風屬性。
佛肯（Fouquet，聲優：木村亞希子）
原名為薩斯科塔。被阿爾比昂皇室廢除貴族之名。曾任學院長歐斯曼的秘書，使用假名「隆格維爾」。是位穩重的女性。會使用厲害的土系魔法。擅長召唤巨大的哥雷姆「巨像兵」協助戰鬥，因為巨像兵多次被殺，所以巨像兵不是其使魔。
在托里斯汀因多次奪取貴族的寶物，引起極大騷動，被稱為土塊的佛肯。
企圖利用「破壞之杖（M72輕型反裝甲武器）」把才人們一併殺死，但是破壞之杖是單發（不是魔法），而且已經在對付她的哥雷姆時發射因此無法使用。最後被才人的劍（使用劍柄）直擊腹部，被捕入獄。
將恩人的遺孤蒂法妮亞視為女兒般看待，曾在才人一行人至蒂法妮亞的家中，拜託過才人不要跟蒂法妮婭說他的身份，並且告訴了才人一些情報。
克倫威爾（オリヴァー・クロムウェル）
組織「雷空・圭斯塔」領導者。克倫威爾利用阿爾比昂的內戰，擊垮了都鐸王朝而成為新皇帝。動畫中，其後在入侵托里斯汀的行動中以失敗收場而變成了階下囚。最後在獄中被雪菲爾以“安特巴利之戒”施法所暗殺，化为干尸死于牢狱里。而小說版中，是被高盧的炮艇連同建築物炸死。

## 高盧王國
以十七世紀的法國為原型。
約瑟夫一世國王（聲優：小杉十郎太）
高盧國王，塔帕莎的伯父有瘋狂的無能王的外號，因為父王逝世而未及指定繼承人，而殺死弟弟奧爾良大公和放逐其夫人和女兒。後續發展是確認是最後一位虛無，拒絕和其他虛無成員合作，並試圖和精靈族合作，以武力統一舞台的大陸而敗死。之後被姪女塔帕莎繼位。
謝菲爾德（聲優：勝生真沙子）
或譯作雪菲爾，約瑟夫的虛無使魔，表面身分是阿爾比昂的共和國時代的領袖秘書，結局是和約瑟夫殉情。
喬絲特（動畫未登場）
塔帕莎的真正妹妹（雙胞胎），以修女的身分在小說第十六集登場，後續被放棄王位的姐姐處接任女王之位。在網絡流行使用的譯名還有「約賽特」。似乎是以法國歷史上神秘的囚犯鐵面人為藍本。
伊莎貝拉（動畫未登場）
高盧的大公主即約瑟夫的獨女，在小說的塔帕莎外傳多次為難她，在父王死後主動放棄繼承權與入住修道院。
巴里貝利尼（動畫未登場）
高盧在約瑟夫和謝菲爾德死後，被貴族們所推薦的新任首相。但知道了王室的秘密，在第十七集帕莎登位後便暗中擁立喬絲特冒充塔帕莎女王，和把真的女王與太后挾持作人質控制國政，要和教皇同盟向精靈族開戰。

## 精靈族
蒂法妮亞・維斯特伍德（Tifania Westwood，聲優：能登麻美子）見上文的托里斯汀魔法學院。
达米安（Damiem，聲優：田村睦心）
“元素兄弟”（其實是四兄弟姐妹）之一，被“元素兄弟”其他三人称为“哥哥”。外表看上去约10岁左右，金发。
使用一种特殊的吹奏乐器（实际上没有吹气口，只有一个按钮）来发动“常时炼金”，能够彻底改变物质的性质（动画版里将土地变成浅水），随时随地都可以迅速炼金。
后来因受雇于塔帕莎的关系，与露易丝一行协同作战，能够使用以宝石为主要媒介的先住魔法，做成防御结界。
杰克（Jack，聲優：山本格）
“元素兄弟”之一，外表为一个彪形大汉，使用土属性魔法。
和基修一样能够召唤土偶，使用英国式流星锤。
后来因受雇于塔帕莎的关系，与露易丝一行协同作战。
多德（Doudou，聲優：井口祐一）
“元素兄弟”之一，美少年，使用风属性魔法。
经常眯着眼、面露笑容，实际上却是个心狠手辣的人，能够使用“硬化魔法”抵御攻击，擅长在剑刃上施下魔法以增强剑的攻击力（类似于《海賊王》里的角色，在武器中開武裝色霸氣一样），以及凭靠剑来使出雷电攻击敌人。
后来因受雇于塔帕莎的关系，与露易丝一行协同作战。
嘉內特（Jeanette，聲優：高森奈津美）
“元素兄弟”之一，“元素兄弟”里的唯一女性，常常穿黑色格调的洋装。
头发发色、眼眶纹饰与雪菲尔基本相似。
常常以露易丝为目标，以舌头舔她的耳朵，又以作弄露易丝为乐趣。
后来因受雇于塔帕莎的关系，与露易丝一行协同作战。
露可夏娜（Luctiana，聲優：金元壽子）
精靈族學者，以研究“蠻人（其實是人類）文化”為主要研究科目，彼塔夏爾的侄女。
亞利的未婚妻，為自己的未婚夫對人類反感感到煩惱，是個好奇心強的人。
拥有能够控制植物的能力。
动画版第四季第8话，在东方号与比塔夏爾商量后，决定偕同阿里一起跟随才人一行在外避难，与蒙莫兰希等众魔法学院女学生建立了良好关系。
动画版第四季第12话，与露易丝众人协同作战，并与比塔夏尔、阿里在罗马尼亚大圣堂见证露易丝与才人的婚礼。
彼塔夏爾（Bidashal Vitartial，聲優：野岛健儿）
精灵族，擅长控制土、火属性先民魔法，以及反射魔法，露可夏娜的叔叔。
动画版第三季登场，本是侍奉约瑟夫，约瑟夫被击败后脱离，并把解药交予塔帕莎，才人曾以虚无魔法破除反射魔法，使他耿耿于怀。
动画版第四季第8集，与阿里、露可夏娜、蒂法尼亚和才人一同摆脱在下水道的追兵，与露可夏娜和亞利在东方号商量后，决定在首都阿基尼尔内躲藏一段时间，以及保持联系，更安排两人与才人一行在外避难。
动画版第四季第12话，怀疑从艾斯玛依路手上夺得舰队指挥权，与莱德舰长一起出兵，协同以托里斯特因为首的联合舰队阻止古代魔龙。
亞利（Arie，聲優：内匠靖明）
精灵族，擅长控制水属性先民魔法，露可夏娜的未婚夫。
政治上表示支持由艾斯玛依路所建立的政治联盟“铁血党”，动画版第四季第8集里，在彼塔夏爾的劝说下，决定救出困在牢里的才人和蒂法尼亚，在下水道协助逃亡时被马达夫背叛，左臂被飞刀击中受了伤
在东方号与彼塔夏爾和露可夏娜商量后，决定跟随才人一行在外避难，误打误撞下与基修成为莫逆之交。
动画版第四季第12话，与露易丝众人协同作战，并与彼塔夏尔、露可夏娜在罗马尼亚大圣堂见证露易丝与才人的婚礼。
马达夫（聲優：前野智昭）
精灵族，亞利的同伴，与亞利一样拥有控制水属性先住魔法。
后来公然背叛阿里，并追赶亞利、才人一行人，却追不上。
艾斯玛依路（聲優：間岛淳司）
精灵族，政治联盟“铁血党”的主要核心人物。
由于政治上对“蛮人（人类）”及“拥有恶魔之力的人（虚无使用者）”表示强烈反感，惹来素以众生平等为宗旨的稳健派的反对。
横蛮、顽固，犹如希特勒一样的演说方式，连彼塔夏爾也无可奈何，而且是个阴险的野心家，为了打压彼塔夏爾，更派马达夫去拦住在下水道逃亡的彼塔夏爾、才人、蒂法尼亞一行五人，却失败了。
莱德（聲優：樋口智透）
精灵族，舰队军官，彼塔夏尔的徒弟
动画版里派舰队迫降（迫使降落而不是迫使投降）了东方号，在彼塔夏尔的劝说下，放过了船上人员。
动画版第四季第12话，与彼塔夏尔一起出兵，协同以托里斯特因为首的联合舰队阻止古代魔龙。

## 其他角色
瓦德（Jean Jacques Francis de Valdo，聲優：志村知幸、鈴木達央〔少年時代〕）
組織「雷空・圭斯塔」一員。使魔為獅鷲、風龍。魔法屬性為風。曾擔任漢麗塔公主的魔法侍衛獅鷲隊隊長。虽然是個超級菁英美男子，却和敌军阿尔比昂勾结。和露易絲之間有着由父母所決定的婚約。后被才人砍斷左臂。在小說18集中為了從聖地找尋被自己失手所殺害的母親，留下的「恐怖的秘密」，而與佛肯答應教皇參與聖戰。
利弗詩拉希爾（リーヴスラシル）
被稱為神之心臟的最後的使魔。（在小說20集中平賀才人擁有雙重契約，同時成為露易絲和蒂法的使魔﹐得到神之心臟的能力）
神之心臟疑似擁有令人不願意接觸的命運以及能力，在才人被露易絲二度召喚，喬絲特召喚朱力歐時皆慶幸不是神之心臟，並為蒂法使魔為神之心臟而感到遺憾。
动画版第四部第8集，露易丝成功发动“次元门”时，才人所拥有的“神之心脏”拥有“可以恢复虚无使用者所消耗的法力，并将其魔法能力增幅”的能力，但第9集从教皇口中得知，其代价是付出灵魂之力（生命），其效果犹如自杀，一旦力量耗尽，使魔就会死亡。
才人於動畫第四部第12話耗盡利弗詩拉希爾的力量，但因身為甘道夫的生命還在所以沒有死亡。
布利彌爾(動畫未登場)
被人類尊為始祖的歷史人物，六千年前帶人類和精靈到達本世界。
莎夏(動畫未登場)
被精靈尊為始祖的精靈族少女，其實是前世的甘道夫，亦是被布利彌爾帶到本世界的。
前住民(動畫未登場)
常被誤會是精靈族的祖先，其實是第一批到達本世界的人類，不一定會魔法但都是身體很強壯的人群，後來被布利彌爾挑戰和驅逐，也成為哈爾凱尼亞的平民或其他大陸的人類的祖先。
瑪基族(動畫未登場)
布利彌爾帶領後來哈爾凱尼亞的貴族的祖先，其實是地球人類中擁有超能力的變異人，當時的領袖是布利彌爾，也成為日後只有貴族才能學魔法的遠因。
瓦良格(動畫未登場)
和瑪基族敵對的群體，也同樣是地球人，雖然沒有魔法能力，但擁有更高度的文明和擊敗瑪基族，並驅逐到哈爾凱尼亞大陸所在的行星。而對於本編的教皇的話，也把才人和謝絲坦等人的祖先稱為瓦良格，也可代指現代所有地球人類。